# Орасио Елизондо
Орасио Марсело Елизондо (шп. Horacio Marcelo Elizondo; Килмес, 4. новембар 1963) је бивши аргентински фудбалски судија. Највише је познат по томе што је судио на Светском првенству у фудбалу 2006. године.
Судио је још у квалификацијама за СП у Француској, четири године касније освануо је и у Европи, где је водио меч Шпаније и Аустрије, али тест очито није положио, па није био међу групом одабраних за Јапан/Кореју. У међувремену је напредовао, и то на јуниорском СП-у, па је уврштен међу пет најбољих арбитара Латинске Америке. Професор је физичког васпитања. 
На СП-у у Немачкој 2006. постао је први судија у историји Светских фудбалских првенстава који је током турнира судио и утакмицу отварања првенства и финалну утакмицу.

## Статистике
| Догађај                      | Игре |    |   |   |
| ---------------------------- | ---- | -- | - | - |
| Копа Лобертадорес 2006.      | 6    | 31 | 2 | 2 |
| КОНМЕБОЛ квалификације 2006. | 9    | 28 | 0 | 1 |
| СП 2006.                     | 5    | 26 | 0 | 3 |
| Укупно                       | 20   | 85 | 2 | 6 |